# فولکس‌واگن

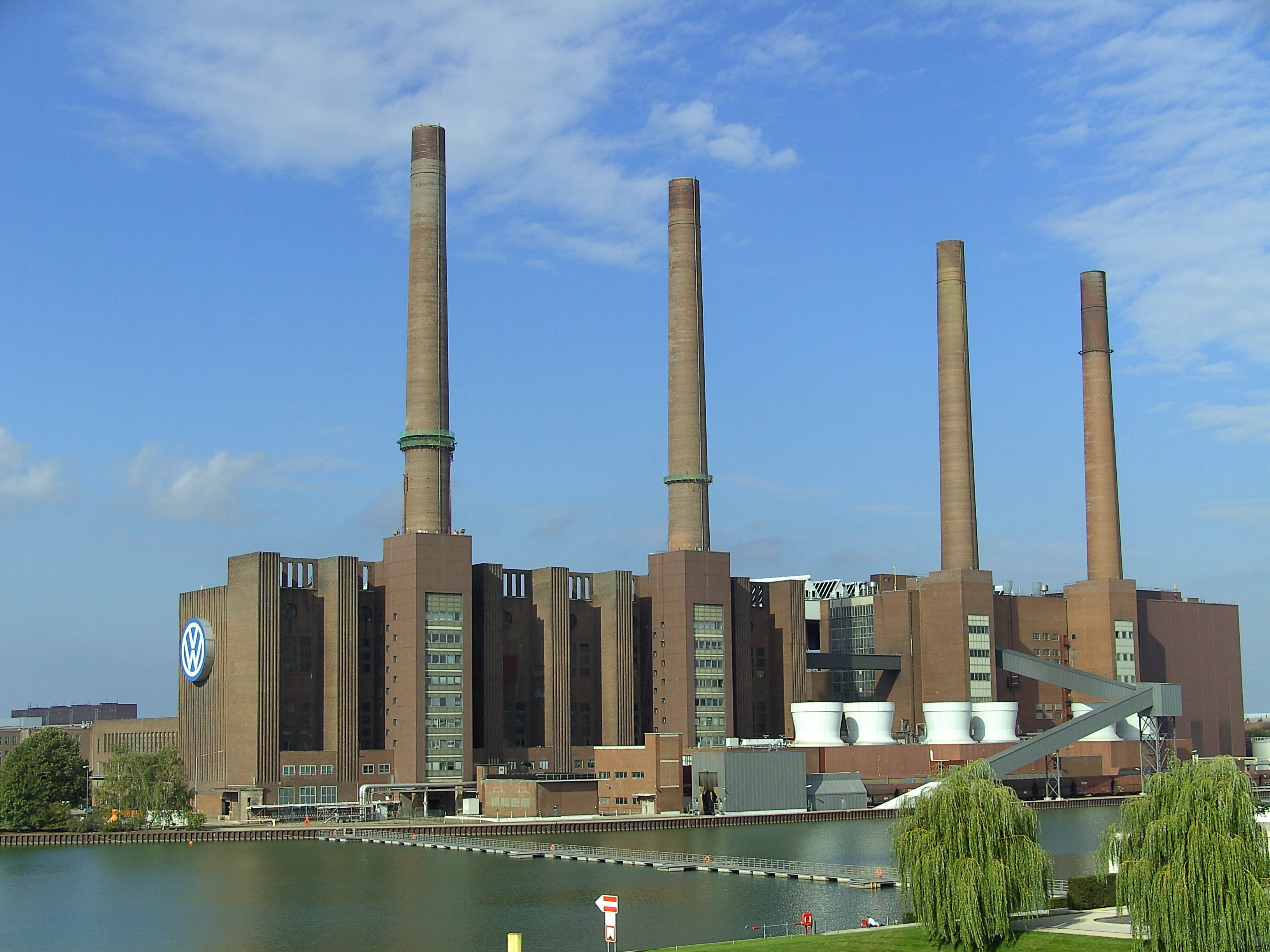
کارخانه تولید خودروی فولکس‌واگن در وولفسبورگ آلمان

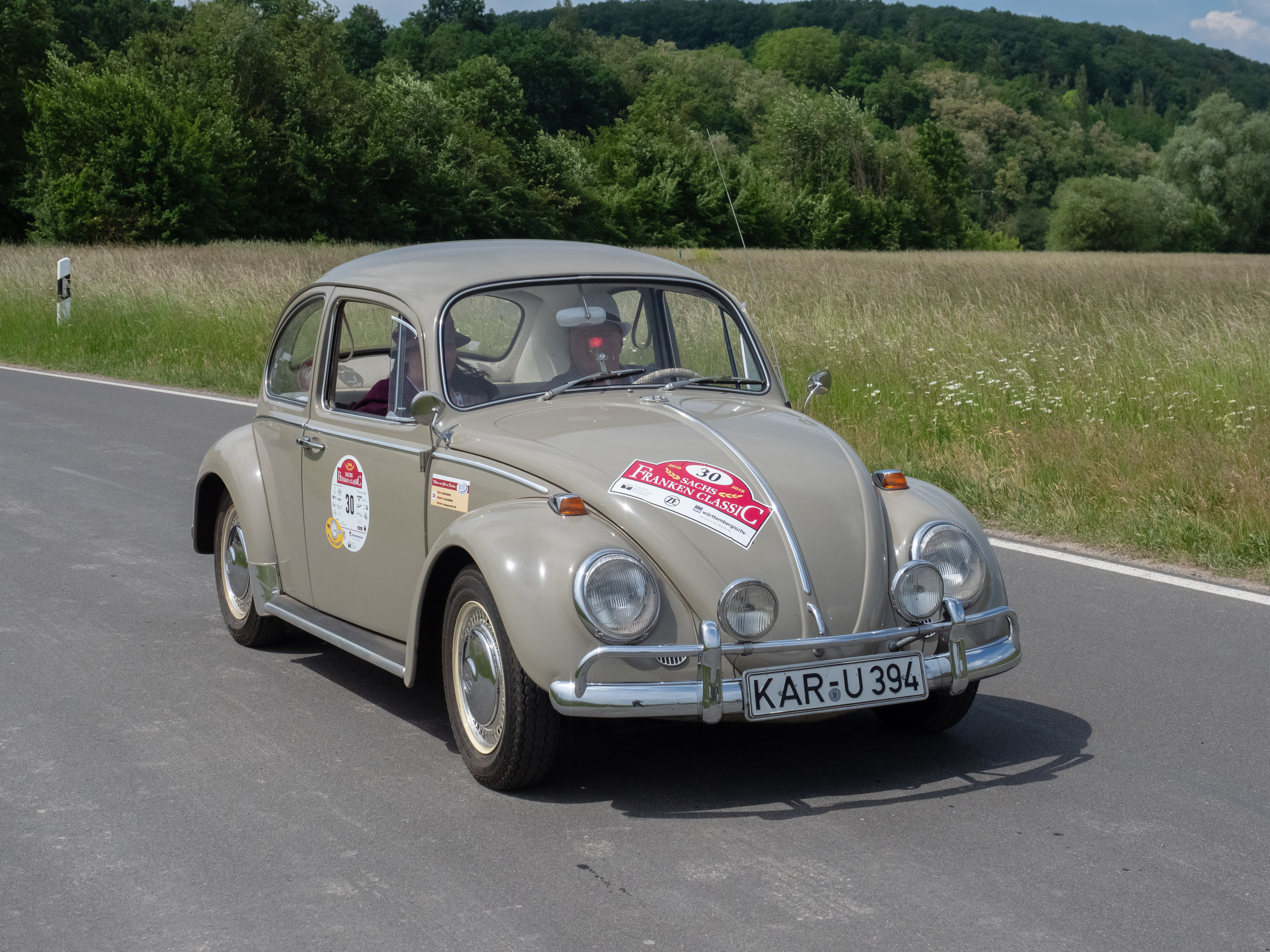
یک نمونه از محصولات شرکت فلکس واگن در دهه ۴۰

فولکس واگن(تلفظ آلمانی به‌شکل فولْکْس‌واگِن؛ مخفف به شکل VW) یک شرکت خودروساز آلمانی است که دفتر مرکزی آن در ولفسبورگ، نیدرزاکسن آلمان قرار دارد. این شرکت در سال ۱۹۳۷ توسط جبهه کارگری آلمان  تأسیس شد. این شرکت، پرچمدار و مهم‌ترین رقیب تویوتا، بزرگترین خودروساز جهان از سال ۲۰۱۶ تا کنون است. بزرگترین بازار این شرکت در چین است و ۴۰ درصد از سود و فروش‌ها در این کشور انجام می‌شود. واژه آلمانی Volk به‌معنی "مردم" و فولکس‌واگن به‌ معنی "خودروی مردم" است شرکت فولکس واگن با درآمدی بالغ بر ۲۶۸.۱ میلیارد دلار به عنوان بزرگترین خودروساز جهان در سال ۲۰۲۳ شناخته شده است.

## تاریخچه

### ۱۹۳۷ تا ۱۹۴۵
فولکس‌واگن بقای خود را پس از جنگ جهانی دوم به یک افسر نیروی زمینی بریتانیا با نام ایوان هیرست، مدیون است. پس از جنگ که کارخانه فولکس‌ واگن آسیب‌های جدی دیده بود، توسط سربازان آمریکایی اشغال شد و سپس به هیرست تحویل داده شد. نخست، تصمیم بر آن بود که با توجه به آسیب‌های جدی که به کارخانه وارد شده بود آن را انبار وسایل جنگی کنند. اما هیرست مخالف این کار بود و پس از رایزنی‌های بسیار با مقامات، توانست آن‌ها را متقاعد کند که بازسازی کارخانه می‌تواند مفید باشد و در نخستین مرحله توانست ۲۰٬۰۰۰ سفارش از نیروی زمینی بریتانیا برای ساختن خودرو بگیرد.
شرکت فولکس‌واگن در سال ۱۹۳۷ توسط جبهه کارگری آلمانی حزب نازی تأسیس شد. در آغاز دهه ۱۹۳۰ میلادی خودروهای موجود در کشور آلمان بیشتر خودروهای لوکس و گران‌قیمت بودند و یک فرد متوسط در جامعه آلمان به زحمت می‌توانست برای خود خودرو خریداری کند.
این فضای خالی در بازار خودرو آن زمان آلمان باعث شد که بسیاری از خودروسازان، به صورت مستقل، پروژه «خودروی مردم» را آغاز کنند که از آن جمله می‌توان مرسدس ۱۷۰اچ را نام برد. در سال ۱۹۳۳ در حالی که تمام پروژه‌های مستقل در حال پیگیری بودند و برخی به نتایج خوبی نیز رسیده بودند. آدولف هیتلر رسماً از تأسیس پروژه «خودروی مردم» حمایت شونده توسط حزب نازی پرده برداشت. هدف این پروژه تولید خودرویی بود که توانایی حمل دو فرد بزرگسال و سه کودک را داشته باشد و بیشتر مردم توانایی خرید آن را نیز داشته باشند. در حقیقت هیتلر اعلام کرد که قیمت خودروی مردم ۹۹۰ رایش مارک (معادل ۳۹۶ دلار آمریکا در دهه ۱۹۳۰) خواهد بود که در آن زمان برابر قیمت یک موتورسیکلت بود و بیشتر مردم توانایی خرید آن را داشتند.
در سال ۱۹۳۶ نمونه‌های اولیه خودرو که از یک موتور چهار سیلندر خطی خنک‌شونده با هوا که در عقب خودرو بود بهره می‌گرفت آماده شده بود. در سال ۱۹۳۷ خودرو مذکور تحت برند فولکس‌واگن با کد شرکت کی‌دی‌اف تولید شد که سپس با نام فولکس قورباغه‌ای (فولکس‌واگن بیتل) شناخته شد.

### ۱۹۴۸ تا ۱۹۶۱
این شرکت در ماه ژانویه سال ۱۹۴۸ به آلمان پس داده شد و هاینریش نوردهوف به عنوان رئیس آن انتخاب شد. او که پسر یک بانکدار بود در گذشته برای شرکت‌های اوپل و ب ام و کار می‌کرد و در زمینه خودروهای آمریکایی و روش تولید انبوه آن‌ها نیز اطلاعات خوبی داشت و کاملاً با علم صادرات خودرو آشنا بود. در نتیجه در سال ۱۹۴۸ یک چهارم تولیدات این شرکت را به خارج از آلمان صادر کرد. او همچنین با صادر کردن دو مدل به ایالات متحده آمریکا چندین میلیون دلار سود برای شرکت به دست آورد.
فردیناند پورشه در آن زمان به‌عنوان مهندس مشاور شرکت فعالیت داشت و توسط شهرتی که در این شرکت کسب کرد توانست سپس کارخانه بزرگ تولیدکننده خودروهای اسپورت خود بنام پورشه را تأسیس کند.
در دهه ۱۹۵۰ این شرکت به تقویت بازارهای خود در آمریکا پرداخت و توانست نیمی از محصولات خود را به آن صادر نماید. این شرکت در سال ۱۹۷۹ شماری معادل ۳۳۰ دستگاه خودرو تولید کرد.
در سال ۱۹۵۴ با تولید موتوری به حجم ۱۱۹۲ سی‌سی خودرو بیتل را هم از لحاظ تجاری و هم از نظر مکانیکی، بهبود بخشید. از مدل‌های دیگر می‌توان به مدل فولکس‌واگن کارمان اشاره کرد که خودروی کوپه و اسپورت بود.

### ۱۹۶۱ تا ۱۹۷۳
در سال ۱۹۶۱ تعداد ۱۵۰۰ دستگاه از مدل بیتل با حجم موتور ۱۴۹۳ سی‌سی تولید شد. در ماه دسامبر سال ۱۹۶۱ تولیدات این شرکت به پنج میلیون رسید و پس از آن دیگر تولیدات این شرکت به کمتر از یک میلیون دستگاه خودرو کاهش پیدا نکرد.
در طی دهه ۱۹۶۰ مدل‌های دیگر مانند فولکس‌واگن تی‌آی و نیز مدل فولکس‌واگن سالن ۴۱۱ به بازار عرضه شدند. از سال ۱۹۶۵ مدل‌هایی از تولیدات شرکت آئودی نیز ارائه می‌شد.
هنریش نوردهوف در ماه آوریل سال ۱۹۶۹ پس از بازنشستگی، در گذشت و با تغییر مدیریت، این شرکت دچار مشکلات شدید شد که البته به مرور و با گذشت زمان، موفق به حل آن‌ها شد.
در سال ۱۹۷۱ مدل فولکس‌واگن کی۷۰ ساخته شد و در سال ۱۹۷۲ این خودرو بهبود یافته و به مدل قویتر کی۷۰ال تبدیل شد. تا این زمان شرکت توانسته بود حدود ۱۵ میلیون دستگاه خودرو تولید کند که پیروزی بزرگی محسوب می‌شد. البته در ماه مه سال ۱۹۸۱ تولید ۲۰ میلیون‌اُمین فولکس قورباغه‌ای در کشور مکزیک اعلام شد.

### ۱۹۷۳ تا ۱۹۹۰
نسل بعدی خودروهای فولکس‌واگن خودروهای دیفرانسیل جلوی فولکس‌واگن پاسات الهام گرفته از مدل آئودی ۸۰ و محصول سال ۱۹۷۳ بودند.
در سال ۱۹۷۴ نیز فولکس‌واگن سیتی گلف به بازار عرضه شد. در مدل‌های اولیه این خودرو از موتورهایی به حجم ۱۰۹۳سی‌سی استفاده می‌شد و این مدل بسیار سریع به عنوان یکی از مدل‌های هاچ‌بک معروف جهان تولید شد. بر روی گلف‌های تولید شده در آمریکا نام ربیت گذاشته شد.
در سال ۱۹۷۵ مدل هاچ‌بک فولکس‌واگن پولو با انتقال قدرت ۳ دنده و در سال ۱۹۷۹ مدل فولکس‌واگن جتا تولید شدند. تولید فولکس‌واگن گلف در آمریکا در نیو استانتون در شهرستان وستمورلند، پنسیلوانیا دنبال می‌شد. همچنین این شرکت با استفاده از موتورهای دیزلی در خودروهای فولکس‌واگن گلف و فولکس‌واگن پاسات، توانست قدرت آن‌ها را به ۱۱۰ اسب بخار برساند.
در ماه ژوئن سال ۱۹۷۹ با تولید یک خودرو گلف، تولید کل شرکت فولکس‌واگن به ۳۵ میلیون‌اُمین خودرو رسید و این شرکت آن را جشن گرفت. سپس شرکت امتیاز ساخت مدل‌های فولکس‌واگن پاسات و پولو را به شرکت سیات در اسپانیا واگذار نمود. همچنین در سال ۱۹۸۲ قرار دادی با دولت چین امضا کرد تا مدلی از فولکس‌واگن پاسات به نام فولکس‌واگن سانتانا در کشور چین تولید شود. مدل فولکس‌واگن سانتانا توسط شرکت نیسان نیز تولید شد.
اگر چه تولید خودروی اسپورت برای این شرکت سوددهی نداشت، اما این شرکت برای رقابت با دیگر کارخانه‌ها، مجبور به تولید آن‌ها بود. از این مدل‌ها می‌توان به خودرو ۱۶ سوپاپ فولکس‌واگن سانتانا سیریکو با حداکثر سرعت ۲۰۹ کیلومتر در ساعت اشاره کرد.
از سال ۱۹۸۵ موتورهای ۱۶ سوپاپ در خودرو جی‌تی‌آی نیز مشاهده شد. همچنین مدل گلف سینکرو محصول سال ۱۹۸۸ خودروی دو دیفرانسیله بود. در سال ۱۹۸۹ فولکس‌واگن مجهز به موتور چهار سیلندر ۱۶ سوپاپ به حجم ۱۸۰۰ سی‌سی جایگزین فولکس‌واگن سیروکو شد.

### ۱۹۹۰ تا ۲۰۰۰
در سال ۱۹۹۱ شرکت فولکس‌واگن نسل سوم از خودروی گلف خود را با نام فولکس‌واگن گلف ام‌کا۳ تولید و عرضه نمود که در همان سال، به‌عنوان خودروی سال اروپا شناخته شد. در پایان سال ۱۹۹۷ نیز فولکس‌واگن گلف ام‌کا۴ تولید شد.
این مدل پایه طراحی و ساخت مدل‌هایی چون: فولکس‌واگن بیتل جدید، سیات تولدو، سیات لئون، آئودی ای۳، آئودی تی‌تی و اشکودا اکتاویا بود. مدل فولکس‌واگن کورادو نیز طرح کوپه خودروی گلف است.

### ۲۰۰۰ تا ۲۰۱۶
سال ۲۰۰۲ مدل فولکس‌واگن تورگ درکارخانه‌های فولکس‌واگن مستقر در براتیسلاوا، اسلواکی و روسیه تولید و به بازار عرضه شد. در سال ۲۰۰۷ کارخانه مستقر در پرتغال فولکس‌واگن مدل فولکس‌واگن ای‌اواس را طراحی و تولید کرد. نسل ششم از گلف نیز در سال ۲۰۰۸ تحت نام تجاری فولکس‌واگن گلف ام‌کا۶ عرضه شد. در میانه سال ۲۰۰۸ خودروی اس‌یووی فولکس‌واگن تیگوان و خودروی کوپه فولکس‌واگن پاسات سی‌سی رونمایی شدند.
در سال ۲۰۰۸ فولکس‌واگن روتان در کلاس مینی‌ون عرضه شد که تولید آن همچنان ادامه دارد. در پایان سال ۲۰۱۰ شمار محدودی از خودرو یک لیتری فولکس‌واگن تولید شدند.
در مه ۲۰۱۱، کارخانهٔ فولکس واگن مونتاژ چاتانوگا در چاتانوگای تنسی تکمیل شد. کارخانه مونتاژ چاتانوگا اولین کارخانه فولکس‌واگن از زمان تعطیلی کارخانه در نیو استانتون بود. این کارخانه خودروهای فولکس واگن و شاسی بلندهایی را که به طور خاص برای بازارهای آمریکای شمالی طراحی شده اند تولید کرده است که با پاسات بی۷ در سال ۲۰۱۱ آغاز شد. این شرکت اخیراً اعلام کرده است که قصد دارد با سرمایه گذاری ۹۰۰ میلیون دلاری برای افزایش فضای کارخانه، توسعه بیشتری دهد.
فولکس‌واگن اطلس، یک کراس‌اوور اس‌یووی بزرگ، است که تولیدش در اواخر سال ۲۰۱۶ آغاز شد و هدف آن پایان دادن به ضررهای چندین ساله فولکس‌واگن در ایالات متحده، دومین بازار بزرگ خودروی جهان بود. در ۱۴ سپتامبر ۲۰۱۶، فولکس واگن شراکت خود را با سه کارشناس امنیت سایبری اسرائیلی برای ایجاد یک شرکت جدید به نام سایموتیو (به انگلیسی:Cymotive) اعلام کرد که به امنیت خودرو اختصاص دارد.

## مدل‌های کنونی
| آپ          |  | خودرو شهری          | - هاچ‌بک                             |
| پولو        |  | سوپرمینی            | - هاچ‌بک - سدان - کوپه - استیشن واگن |
| پولو جی‌تی‌آی |  | سوپرمینی            | - هاچ‌بک                             |
| گلف         |  | خودرو کامپکت        | - هاچ‌بک - استیشن واگن - کروکی       |
| گلف آر      |  | خودرو اسپورت        | - هاچ‌بک                             |
| گلف جی‌تی‌آی  |  | خودرو کامپکت        | - هاچ‌بک                             |
| گلف پلاس    |  | کامپکت ام‌پی‌وی       | - مینی‌ون                            |
| گلف جی‌تی‌دی  |  | خودرو کامپکت        | - هاچ‌بک                             |
| جتا         |  | خودرو کامپکت        | - سدان                              |
| پاسات       |  | خودرو خانواده       | - سدان - استیشن واگن                |
| سی‌سی        |  | خودرو خانواده       | - کوپه                              |
| شیراکو      |  | خودرو اسپورت کامپکت | - کوپه                              |
| شیراکو آر   |  | خودرو اسپورت        | - کوپه                              |
| تیگوان      |  | کامپکت کراس اور     | - اس‌یووی                            |
| اوس         |  | خودرو اسپورت کامپکت | - کروکی                             |
| توران       |  | کامپکت ام‌پی‌وی       | - مینی‌ون                            |
| شاران       |  | کامپکت ام‌پی‌وی       | - مینی‌ون                            |
| تورگ        |  | کراس اور لوکس       | - اس‌یووی                            |
| فائتون      |  | خودرو لوکس          | - سدان                              |

## فروش
طی سال‌ها فولکس‌واگن توانسته است به یکی از معتمدترین خودروسازان جهان بدل شود. فولکس قورباغه‌ای همچنان یکی از رکوردداران فروش در سطح جهان است و خودروهایی مانند فولکس‌واگن پاسات و فولکس‌واگن گلف نیز شهرت جهانی دارند. این شرکت همچنین در میان تمامی خودروسازهای جهان، بیشترین میزان سرمایه‌گذاری را در بخش تحقیق و توسعه هزینه می‌کند.
در سال ۲۰۱۲ شرکت فولکس‌واگن بیش از ۵ میلیون و هفتصد دستگاه خودرو تولید کرده و بیش از ۱۰۳ میلیارد یورو درآمد داشته که سود خالصی معادل ۳٫۶ میلیارد یورو را نصیب این شرکت نموده‌است.
در ژانویه ۲۰۱۷ شرکت خودروسازی فولکس‌واگن اعلام کرد با سبقت گرفتن از رقیب ژاپنی خود، تویوتا، به پرفروش‌ترین خودروساز جهان تبدیل شده‌است. فولکس‌واگن با انتشار تازه‌ترین آمار فروش خود در سال ۲۰۱۶ میلادی اعلام کرد توانسته حدود ۱۰ میلیون و ۳۱۰ هزار خودرو در این مدت در کشورهای مختلف جهان به فروش برساند.

## نگارخانه

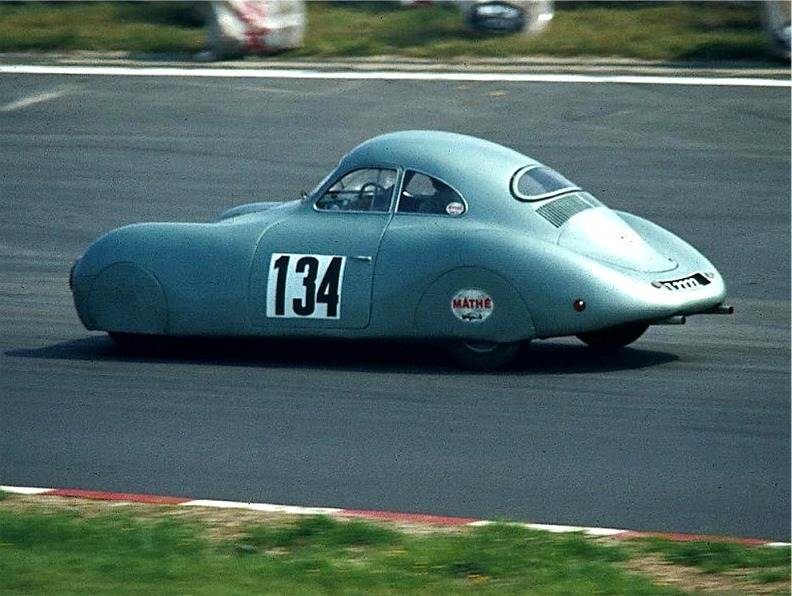
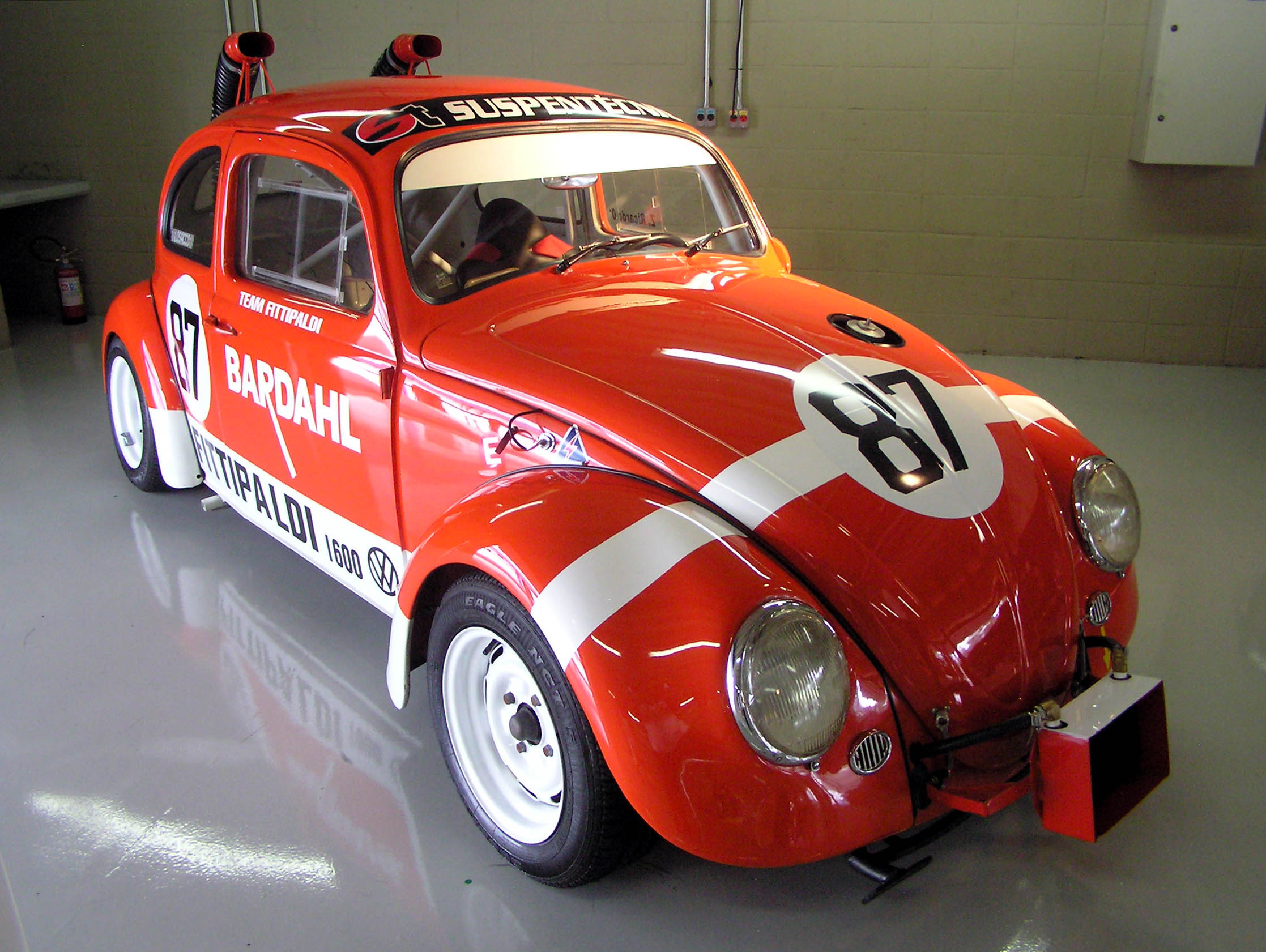
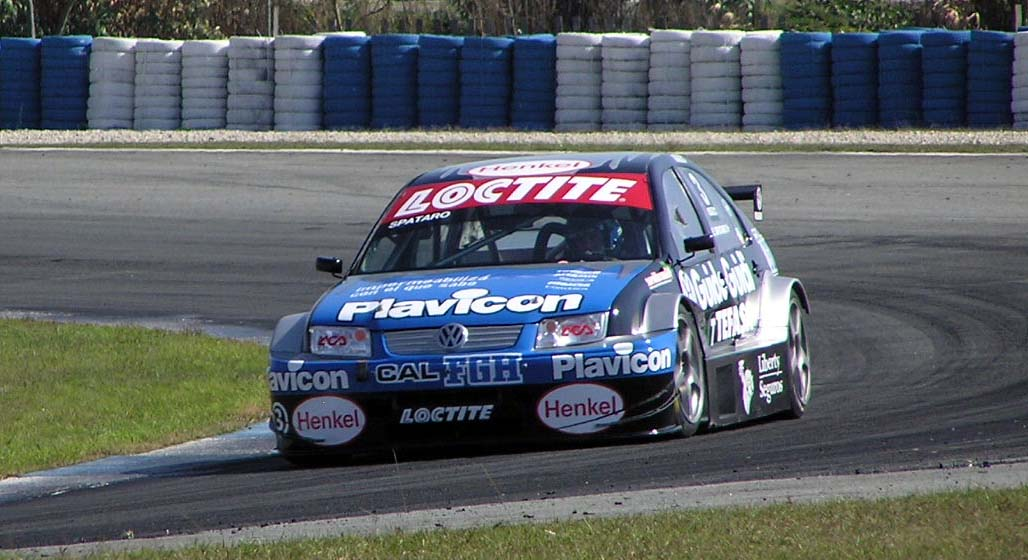
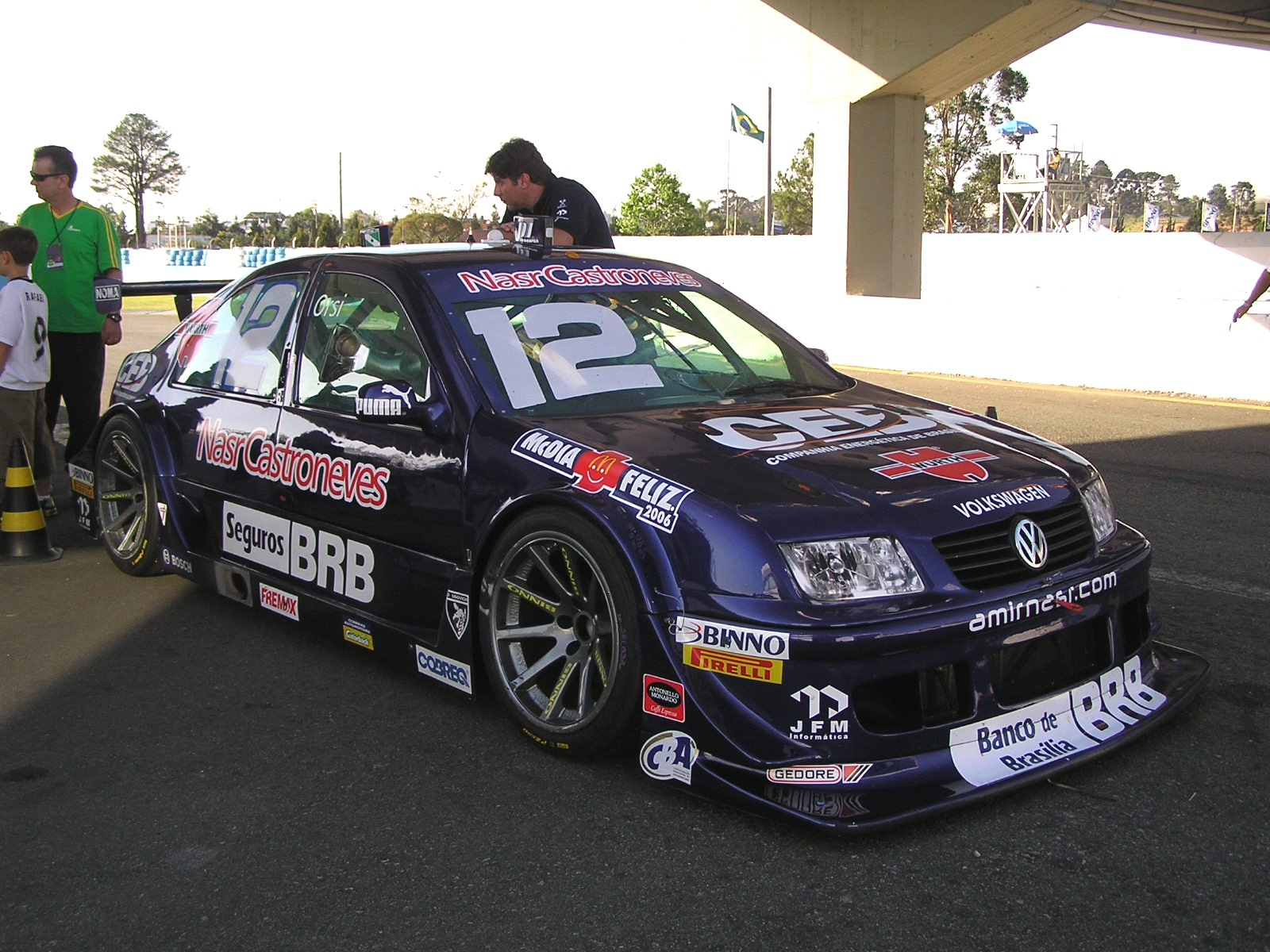
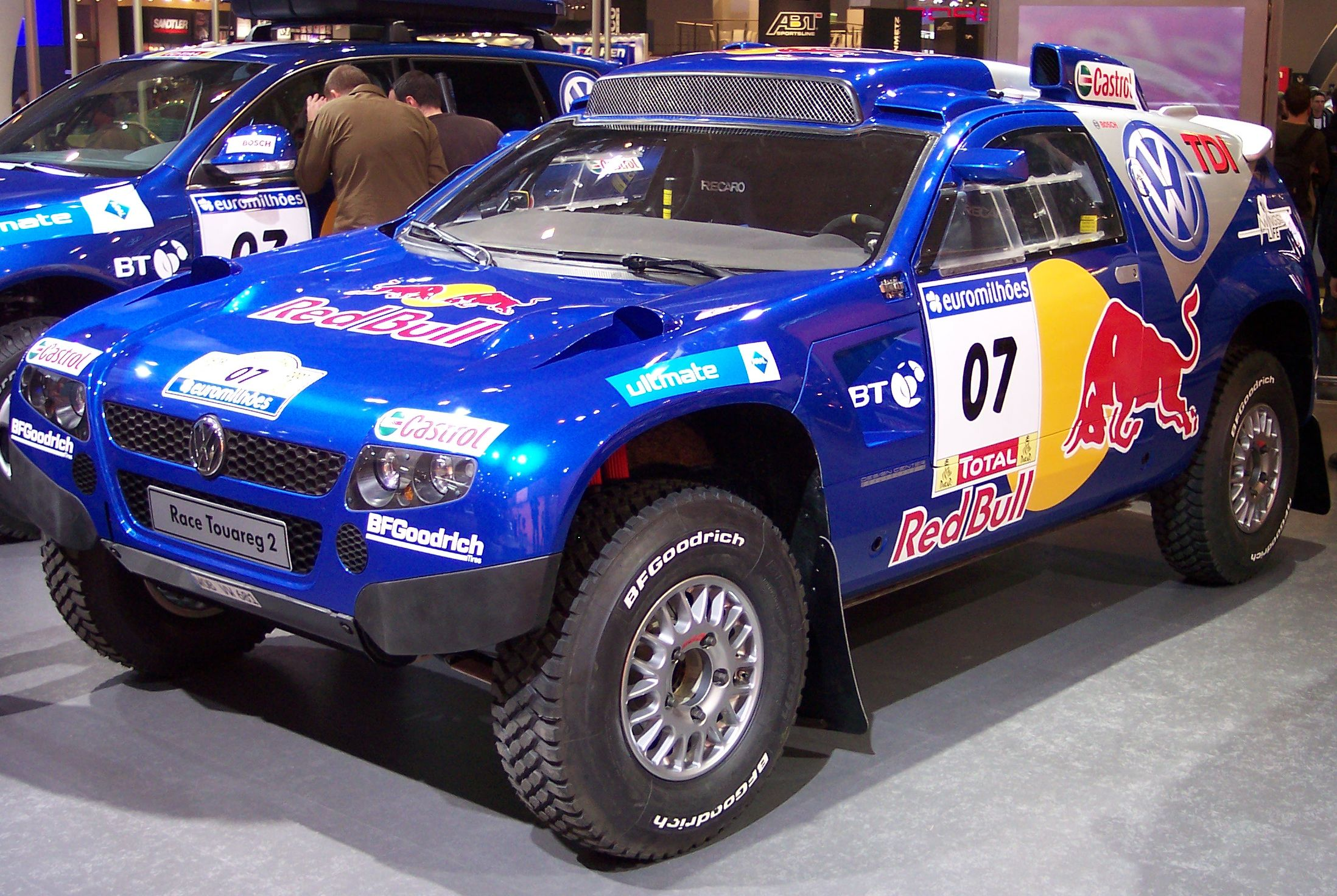
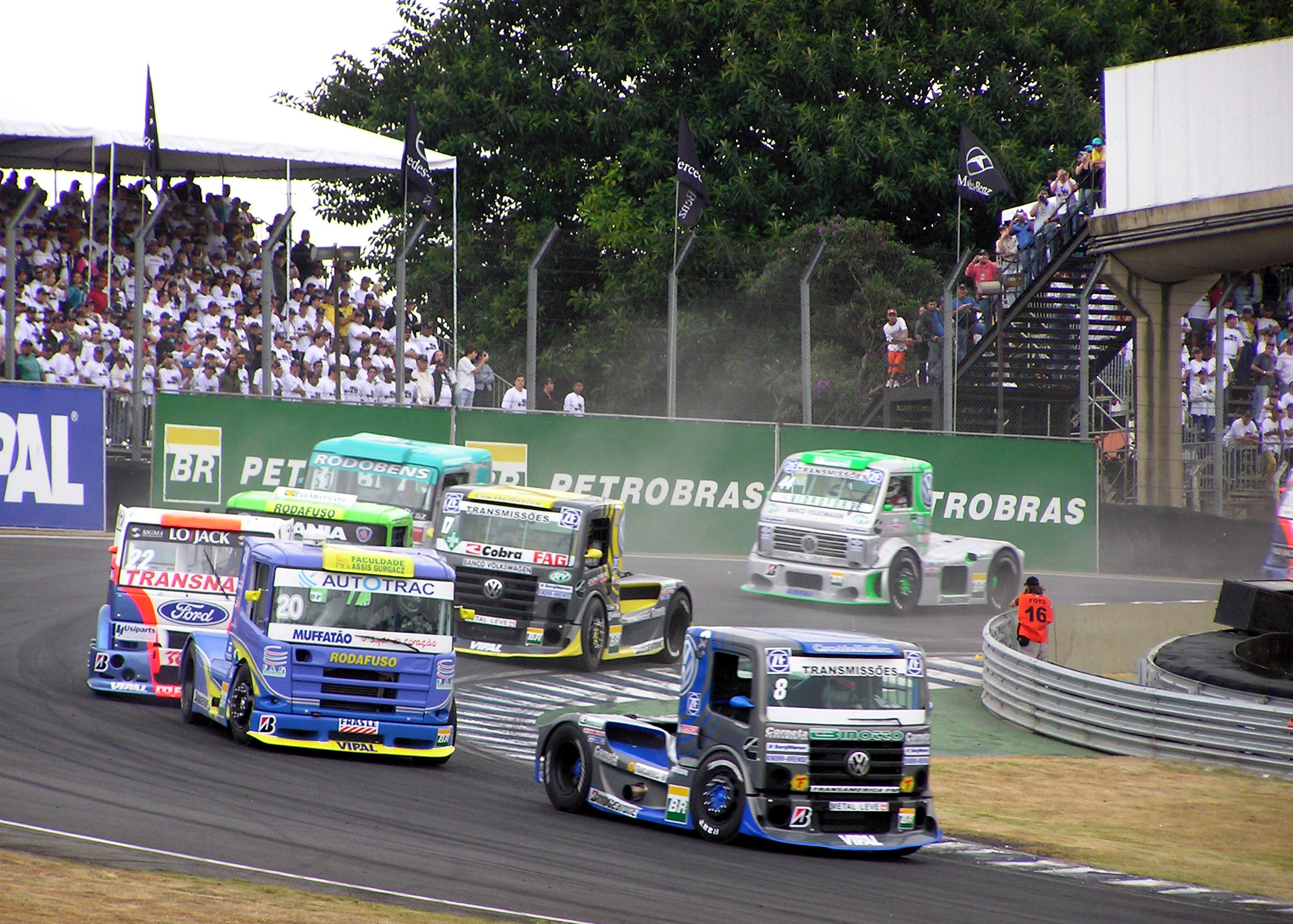